# OHIP
Das Oral Health Impact Profile (OHIP) ist ein Verfahren zur Erhebung der mundgesundheitsbezogenen Lebensqualität bei Erwachsenen. Das OHIP wird in der Zahnmedizin im Rahmen der Anamnese zur Erfassung zahnmedizinisch relevanter Probleme, aber auch zur Erfolgskontrolle von Therapien und zur Verlaufsmessung eingesetzt. Darüber hinaus findet es Anwendung in der Oralepidemiologie und zur Erforschung der mundgesundheitsbezogenen Lebensqualität. Das originale englischsprachige OHIP-E wurde ursprünglich in Australien von Garry D. Slade und A. John Spencer entwickelt und enthält 49 Fragen. Seitdem wurden unterschiedliche Kurzversionen entwickelt und in verschiedene Sprachen kulturäquivalent übertragen und validiert. Die Übersetzung und Validierung der deutschen Version erfolgte durch Mike T. John u. a. und ist seit 2002 verfügbar. Das OHIP ist ohne Lizenzgebühren nutzbar. International ist es das am weitesten verbreitete und wissenschaftlich bestuntersuchte Verfahren zur Erfassung der mundgesundheitsbezogenen Lebensqualität.

## Inhalte
Die einzelnen Fragen (Items genannt) erfassen wichtige Problembereiche (Dimensionen oder Domänen genannt) der wahrgenommenen Mundgesundheit. Während ursprünglich sieben Problembereiche zur Gruppierung der Fragen verwendet wurden (Funktionelle Einschränkung, Schmerzen, Psychisches Unwohlsein / Unbehagen, Physische Beeinträchtigung, Psychische Beeinträchtigung, Soziale Beeinträchtigung, Benachteiligung / Behinderung), werden heute Funktion, Schmerz, Ästhetik, und Psychosozialer Einfluss als die vier Dimensionen der MLQ angesehen. Die Antwortmöglichkeiten zur Häufigkeit der auftretenden Probleme können vom Patienten auf einer mehrstufigen Skala („nie“ = 0, „kaum“ = 1, „ab und zu“ = 2, „oft“ = 3, „sehr oft“ = 4) angegeben werden. Die Gesamtbeeinträchtigung eines Patienten als Maßzahl wird demzufolge aus der Summe der Einzelwerte berechnet und kann für den OHIP mit 49 Fragen Werte zwischen 0 (= keinerlei Beschwerden/Beeinträchtigungen) und 196 annehmen.

## Anwendung
Das OHIP kann den individuellen Mundgesundheitszustand von Patienten beschreiben und krankheitsbedingte Belastungen im Verlauf messen und vergleichen. Im klinischen Einsatz wird, vergleichbar mit Auffälligkeiten im Anamnesebogen, nach Hintergründen der mit „Oft“ oder „Sehr oft“ auftretend markierten Problemen bzw. Beeinträchtigungen gefragt. In diesem Zusammenhang dient es einer strukturierten, standardisierten Problemerfassung. Durch die Differenzbildung der Summenwerte vor und nach therapeutischen Interventionen kann der Therapieeffekt für den individuellen Fall, aber auch für Patientengruppen berechnet werden.

## Versionen
Die deutsche Langversion, das OHIP-G53, enthält neben den 49 originalen noch 4 zusätzliche Fragen. Zwecks des Erhalts der internationalen Vergleichbarkeit werden für die Berechnung des Summenwertes nur die originären Fragen des OHIP-49 verwendet. Des Weiteren stehen Kurzversionen mit einundzwanzig (OHIP-G21), vierzehn (OHIP-G14) und fünf (OHIP-G5) Fragen zur Verfügung. Im Gegensatz zur englischsprachigen Originalversion, welche einen Referenzzeitraum von 3 Monaten verwendet, beziehen sich alle Fragen der deutschen Version (OHIP-G) auf den Zeitraum des letzten Monats.

## Administrationsmodus
Der Fragebogen kann im persönlichen Interview (zum Beispiel durch den Zahnarzt), in der Telefonbefragung, online, aber auch durch Selbstausfüllen des Patienten erhoben werden. Ein substantieller Einfluss auf den OHIP-Summenwert im Vergleich von persönlichem Befragung, Telefonbefragung und Selbstausfüllen wurde bisher nicht auffällig.

## Material
Die hier abrufbaren Vorlagen enthalten die Median-Werte (Mittlerer Wert der Allgemeinbevölkerung) und das 90. Perzentil (Wert, den 10 % der Bevölkerung überschreitet) aus den deutschen Referenzpublikationen, um OHIP-Summenwerte besser interpretieren zu können. Für die Erfassung des Mundgesundheitsstatus wird in der aktuellen Literatur ein Referenzzeitraum von 7 Tagen und für eine umfassendere Einbeziehung der Strukturen des Kausystems die Erweiterung der Frage um den Begriff „Kiefer“ empfohlen.

## Interpretation von OHIP Summenwerten
Summenwerte, die von einzelnen Personen oder Personengruppen ermittelt wurden, können anhand von Vergleichswerten, die in der Normalbevölkerung erhoben wurden, interpretiert werden. Da Zahnersatz einen wichtigen Einflussfaktor für die mundgesundheitsbezogene Lebensqualität darstellt, sind OHIP-Normwerte danach unterteilt. Normwerte sind sowohl für das OHIP-G49 als auch das OHIP-G14 und das OHIP-G5 vorhanden. OHIP Summenwerte können auch anhand der absoluten Häufigkeit der Mundgesundheitsprobleme interpretiert werden. Differenzen von Summenwerten (z. B. die Differenz vor und nach einer Behandlung) können anhand der Minimal Important Difference (MID) interpretiert werden. Diese beträgt 6 Punkte für das OHIP-G49 und 2 Punkte für das OHIP-G14,

## Einschränkungen
Der Fragebogen bildet ästhetische Beeinträchtigungen unzureichend ab. Auch wird gelegentlich in der Literatur der problemorientierte Ansatz bemängelt, ohne jedoch geeignete Alternativen aufzuzeigen. Bei Personen unter 15 Jahren sollten Instrumente für Kinder wie z. B. das Child Perceptions Questionnaire G11-14 Anwendung finden.

## Anwendungsbeispiele
Die deutsche Version des OHIP wurde unter anderem bei Patienten mit Zahnersatz wie zahnärztlichen Implantaten, craniomandibulären Dysfunktionen (CMD), Mundschleimhaut- und Parodontalerkrankungen, hypersensiblen Zähnen, ausgedehntem Zahnhartsubstanzverlust, Zahnbehandlungsängsten und Kieferfehlstellungen angewendet.